# Lisselåsen
Lisselåsen är ett naturreservat i Torsby kommun i Värmlands län.
Området är naturskyddat sedan 2009 och är 37 hektar stort. Reservatet omfattar den mindre höjden Lisselåsen, våtmarker och bäckar. Reservatet består av gammal tallskog och barrnaturskog.